# 남기웅 (프로게이머)
남기웅(1995년 11월 18일 ~ )은 대한민국의 스타크래프트 II 프로게이머이다. 종족은 프로토스이며, 아이디는 Hurricane이다. 초기에는 Tear라는 아이디를 사용하기도 했다.
2012년 FXOpen에 입단했다.
2014년 1월 8일 fOu의 해체로 무소속 신분이 되었으며 2014년 2월 삼성 갤럭시에 입단했다.
2016년 10월 삼성 갤럭시의 스타크래프트 II 종목 팀 해체로 무소속 신분이 되었다.

## 주요 기록
- 2013년 핫식스 2013 글로벌 스타크래프트 II 리그 시즌 1 Code A 48강
- 2013년 2013 WCS Korea Season 1 챌린저리그 24강
- 2013년 2013 WCS 코리아 시즌 2 옥션 올킬 스타리그 32강
- 2013년 2013 WCS 코리아 시즌 2 챌린저리그 48강
- 2013년 2013 WCS 코리아 시즌 2 챌린저리그 승격/강등전 시드선발전 통과 (2일차 1위)
- 2013년 Hong Kong Esports Tournament 우승
- 2013년 2013 DreamHack Open: Bucharest 32강
- 2013년 2013 WCS 코리아 시즌 3 챌린저리그 12강
- 2014년 2014 WCS 코리아 시즌 1 핫식스 글로벌 스타크래프트 II 리그 코드 A 48강
- 2014년 2014 WCS 코리아 시즌 3 핫식스 글로벌 스타크래프트 II 리그 코드 S 32강
- 2014년 2nd Hong Kong Esports Tournament 준우승
- 2014년 PughCraft Invitational #2 16강
- 2015년 스베누 스타크래프트 II 스타리그 2015 시즌 2 16강
- 2015년 2015 핫식스 글로벌 스타크래프트 II 리그 시즌 3 코드 S 32강
- 2015년 2015 DreamHack Open: Stockholm 16강
- 2015년 2016 핫식스 글로벌 스타크래프트 II 리그 프리시즌 1주차 16강
- 2015년 2016 핫식스 글로벌 스타크래프트 II 리그 프리시즌 2주차 8강
- 2016년 2016 핫식스 글로벌 스타크래프트 II 리그 시즌 1 코드 A 60강
- 2016년 스타크래프트 II 스타리그 2016 시즌 1 12강
- 2016년 2016 핫식스 글로벌 스타크래프트 II 리그 시즌 2 코드 A 48강
- 2016년 스타크래프트 II 스타리그 2016 시즌2 챌린지 24강
- 2016년 2016 핫식스 글로벌 스타크래프트 II 리그 시즌 2 코드 S 32강
- 2017년 2017 핫식스 글로벌 스타크래프트 II 리그 시즌 3 코드 S 16강
- 2018년 2018 글로벌 스타크래프트 II 리그 시즌 1 코드 S 32강
- 2018년 IEM Season XII - World Championship 12강
- 2018년 글로벌 스타크래프트 II 리그 시즌 3 코드 S 32강
- 2019년 마운틴듀 GSL Season 1 코드 S 32강
- 2019년 2019 GSL Super Tournament 시즌1 8강
- 2019년 2019 마운틴듀 글로벌 스타크래프트 II 리그 시즌 2 코드 S 4강
- 2019년 2019 마운틴듀 글로벌 스타크래프트 II 리그 시즌 3 코드 S 32강